# Банатські болгари

Болгарські поселення в Банаті

Банатські болгари або пальчани — етнічна група болгар, що проживає в провінції Банат. Як письмову літературну мову використовують банатсько-болгарську мову. Здебільшого є нащадками павликіан. Писемність на латинській основі. Віруючі банатські болгари — католики.

## Побут і культура
Щодо культури, до 1866 року банатські болгари перебували під хорватським впливом — їхні католицькі священники були хорватами, а діти навчалися в школах хорватською мовою. Але саме в цей час створюється особлива писемність на основі хорватської та угорської латиниці, пристосована до потреб банатської говірки. Вчителі-ентузіасти (болгари і німці) перекладали книги, укладали підручники і видавали місцеву газету рідним діалектом.
Однак 1899 року угорська влада ввела обов'язкове навчання угорською мовою в школах і заборонила видання місцевою говіркою. Таке положення зберігалося до кінця Першої світової війни, після чого тут посилився румунський і сербський культурно-мовний вплив. У 1930-ті роки побачила світ газета «Банатски български вестник», в якій перекладали художню літературу, писали оригінальні вірші й оповідання на місцевому діалекті. Від 1947 року румунська влада дозволила болгарські школи і викладання болгарською літературною мовою.

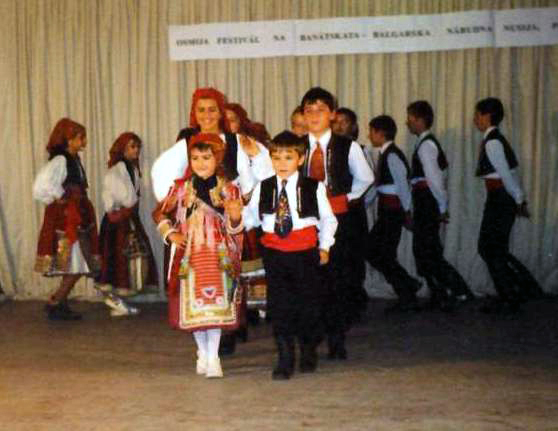
Діти (банатські болгари) в народних костюмах на фестивалі болгарської пісні і танцю в Тімішоарі

Музика банатських болгар класифікується як окрема галузь болгарської народної музики, з кількома словесними та музичними особливостями. Їхня музика зазнала румунського, сербського, угорського впливу, а болгарські колядки були замінені піснями міського типу. Римський католицизм справив значний вплив, виключаючи певні типи пісень і вимагаючи замінити їх іншими. Крім того, банатські болгари зберегли багато болгарських свят, але також взяли деякі інші від сусідніх народів. Одне з найпопулярніших свят називається Faršángji (від угор. Farsang — «М'ясопуст»), або карнавал. Банатські болгари також значною мірою запозичили танці сусідніх народів, наприклад, угорський чардаш.

## Примітні факти

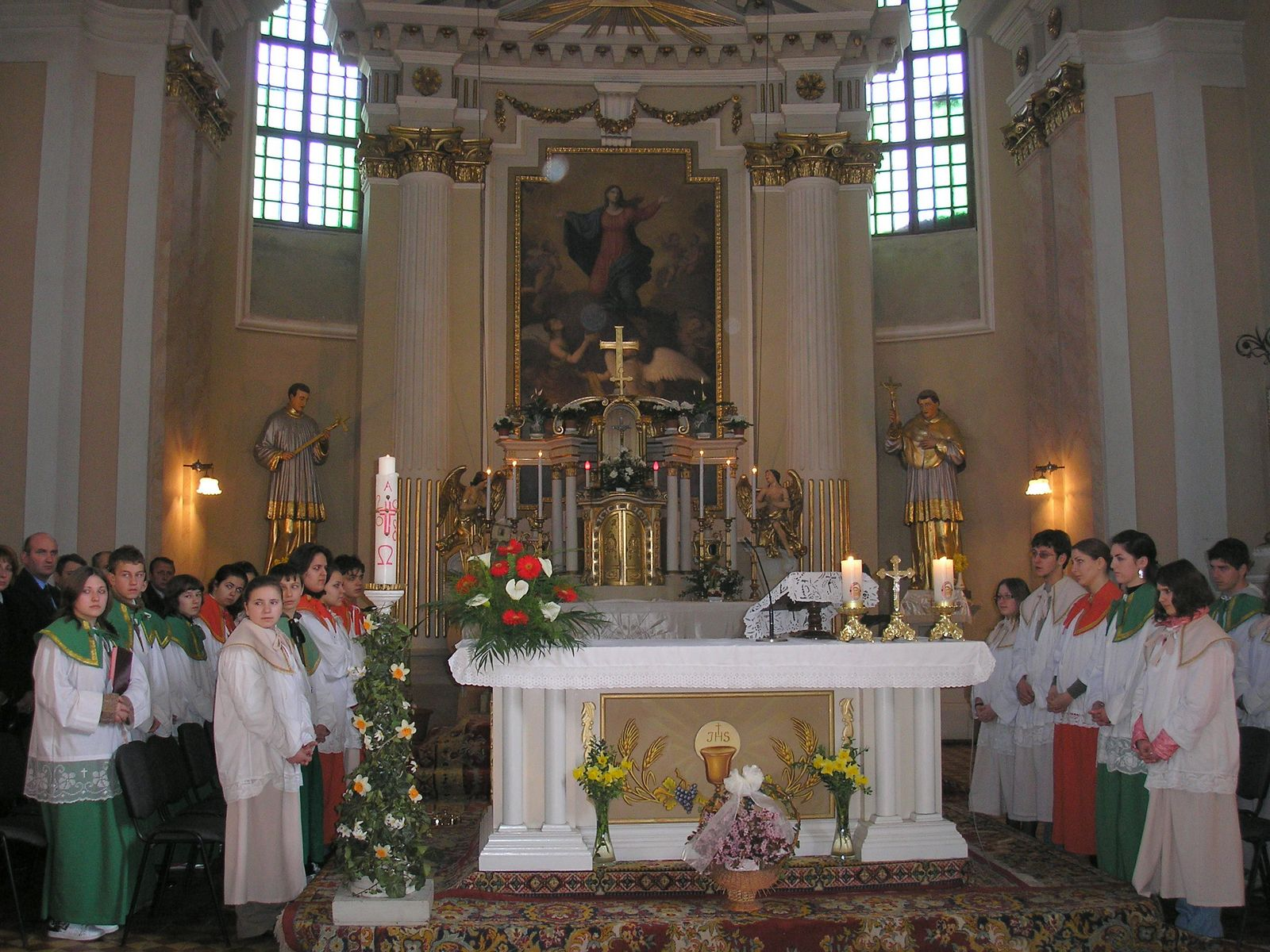
Літургія у болгарському храмі міста Дудешти-Вєки (Стар-Бешенов) в Румунії

1845 року банатські болгари заснували поселення Телепа, яке після Тріаннонського розділення Угорщини перетворилося на крайнє західне поселення сучасної Румунії. Крім цього, вони ж заснували й інші населені пункти Банату.